# 街亭の戦い
街亭の戦い（がいていのたたかい）は、中国の三国時代における、魏と蜀による街亭（現在の甘粛省天水市秦安県）での戦い。228年、張郃が指揮を執る魏軍が、馬謖が指揮を執る蜀軍を破った。この戦いで破れた蜀軍は全軍撤退を余儀なくされ、第1次北伐は失敗に終わった。

## 戦いの経過
225年、益州南部の反乱を平定し後顧の憂いを除いた諸葛亮は、いよいよ先主劉備の悲願であった漢室再興の計画に取りかかった。227年、北伐の準備を整えた諸葛亮は、後主劉禅に「出師の表」を奉って敵国魏の打倒を誓い、自ら諸軍の総指揮を執り漢中に出陣・駐屯した。
諸葛亮に同行して丞相府の諸事を担当する者として丞相長史に楊儀、丞相参軍に費禕が就任した。成都には丞相府の留府が設置され、留府長史に射声校尉の張裔、留府参軍に蔣琬が置かれ諸葛亮の留守を守ることになった。尚書台は尚書令の陳震と尚書僕射の李福に、劉禅の身の回りのことは侍中の郭攸之と黄門侍郎の董允に任された。また都護の李厳は漢中と成都を繋ぐため、永安を陳到に任せて江州へ移動し、城を築いた。
『三国志』魏延伝によると、蜀将の魏延は、自分が兵1万を指揮し、かつての韓信のように、諸葛亮の本隊と別の道を通り、潼関で落ち合うという作戦を提案した。また『魏略』によると、当時長安には安西将軍の夏侯楙が駐屯しており、彼が臆病で無策な人物であるということから、魏延は漢中における軍議で、自らが精鋭5千を指揮して長安を奇襲する作戦を提案したという。しかし諸葛亮は魏延の作戦を採用しなかった。
魏の朝廷では蜀にはただ劉備がいるのみであり、その劉備は既に死に数年に渡って蜀は行動を起こしていなかったため、蜀に対しての計略、備えはなく諸葛亮が突如三郡を降したことにより朝廷、民衆は恐慌状態に陥ったという（『魏略』）。涼州刺史には諸葛亮の親友であった孟建が就任していたが、この直前に徐邈へと交代している。
228年春、諸葛亮はまず斜谷道から郿を奪うと宣伝し、趙雲・鄧芝を箕谷に布陣させた。そして自らは主力を率いて西に回り込み、祁山を攻めた。蜀に備えていなかった魏は動揺し、天水・南安・安定の3郡が蜀に寝返り南安の領民が蜀軍を連れて隴西まで進出した。太守游楚が抵抗し蜀軍の指揮官に攻撃の無意味を呼びかけると蜀軍はすぐに兵を引いた。涼州刺史の徐邈は武威から東進し南安に軍を派遣した。この時、上邽に逃亡した天水太守馬遵の部下姜維は、蜀への内通を疑われて魏での逃げ場を無くし、諸葛亮に降伏している。
事態を危惧した魏帝曹叡は長安に親征し、夏侯楙を更迭して曹真に関中方面を固めさせ、諸葛亮に対しては祖父代以来の将である張郃を派遣して、諸領の奪回を命じた。これに対して諸葛亮は、歴戦の魏延・呉懿等に任せるべきという論者の声を聞かず、馬謖を抜擢して大軍の指揮を任せ、街亭で張郃に備えさせた。

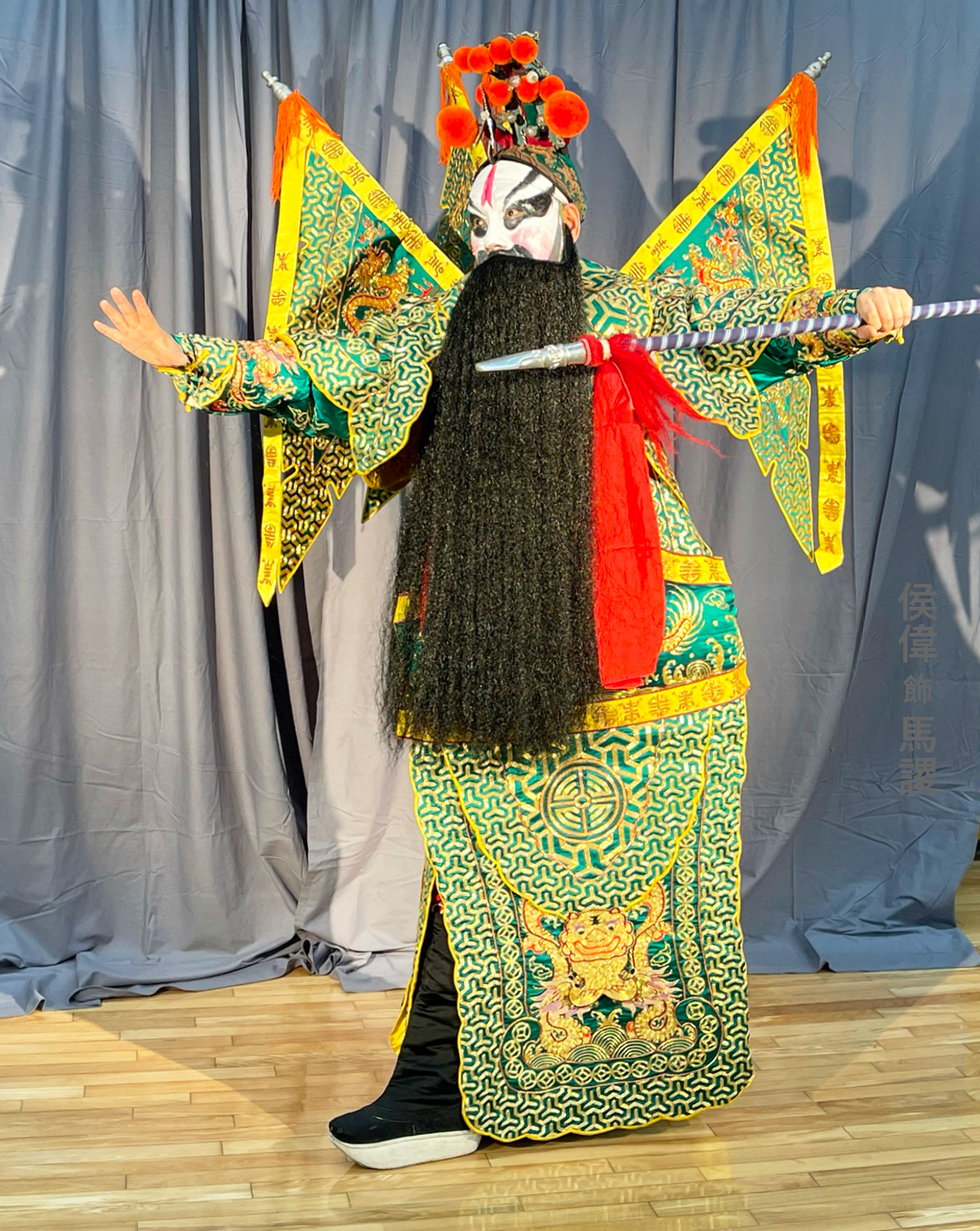
京劇「失街亭」の馬謖

馬謖は街亭に布陣したが、諸葛亮の指示に背き、行動は妥当性を欠いていた。張郃伝には馬謖は南山を頼みとして、城に楯籠らなかったとある。更に馬謖は指揮下将校である王平の再三の諌めを聞かず、水路を捨てて山上に陣を構えた。街亭に到着した張郃はまず蜀軍の水を汲む道を断ち、水を断たれた蜀軍の士気が下がると攻撃をしかけ、これを大いに打ち破った。蜀軍の大半は潰走したが、王平が指揮を執った1000人の兵だけは、軍鼓を打ち鳴らし整然と踏みとどまったので、張郃は伏兵を警戒して追撃を断念した。
曹真は、箕谷の趙雲と鄧芝に対し強兵を派遣してこれを撃破し、曹真自身は安定まで進軍して月支を陥落させた。趙雲は敗北したが兵をよく取り纏めて守りを固めたため、大敗には至らなかった。高翔は列柳に布陣していたが、雍州刺史の郭淮に敗北した。
諸葛亮は、街亭の敗戦を聞き進軍路の確保に失敗したことを知ると全軍を撤退させた。この時西県を制圧し、1000余家を蜀に移住させた。

## 戦後
蜀軍の撤退後、天水・南安・安定の3郡は曹真と張郃により平定され、南安と天水の太守は重罰を架された。唯一蜀軍に抵抗した隴西太守の游楚だけが功績を立てて列侯に封ぜられ、その部下たちも出世した。曹叡から特別に昇殿を許された游楚は、曹叡の宿衛に就任することを願い、駙馬都尉に任じられた。
敗戦した馬謖は逃亡し、向朗は事情を知りながら報告せず、直に捕縛され投獄・処刑された（「馬良伝」「向朗伝」）。これが有名な故事「泣いて馬謖を斬る」である。馬謖配下の将軍である張休と李盛も処刑され、他の将軍の黄襲の配下の兵も剥奪となった。そして向朗は馬謖逃亡の報告義務を怠ったために北伐の事務から外され成都に帰還、また諸葛亮も責任を取って3階級降格して丞相から右将軍へ、趙雲も鎮軍将軍へ降格したものの、街亭で善戦した王平のみは官位が上がり参軍の地位を加えられた。
蜀漢による北伐で、魏の皇帝を督戦の為に引き出したのはこの戦役のみであり（五丈原の戦いでは、曹叡は対呉方面へ親征した）、戦役の規模も雍州から涼州にまで及ぶなど、最も大きいものであった。魏が蜀に対して備えていなかったこの戦役で祁山一帯を占領できなかった蜀軍は、以後蜀に備えた魏との戦いにおいて苦戦を強いられることになった。